# Craig Jones
Craig Alan Jones (n. 11 februarie 1972, Des Moines, Iowa, SUA), cunoscut și sub numele de 133 (sau133 mHz ),Pinhead , The Silent One sau numarul său 5, este un muzician american, cel mai bine cunoscut sub numele de membru al trupei Grammy Slipknot.

## Slipknot
În 1997 a venit în trupă că chitarist înlocuindu-l pe Donnie Steele ,dar a fost mutat la sampling și în locul lui la chitară a venit Mick Thomson.
Rolul lui în trupă este de a produce samples (efecte sonore) cu ajutorul unui Sampler,majoritatea efectelor sonore produse de el sunt luate din filme sau melodii vechi
În 2023 a încetat din a mai face parte din trupa Slipknot.

## Viața personală
El este cunoscut pentru faptul că este tăcut la interviuri (de aceea este numit "The Silent One")

## Discografie
- 1996 Mate. Feed. Kill. Repeat.
- 1999 Slipknot
- 2001 Iowa
- 2004 Vol. 3 (The Subliminal Verses)
- 2008 All Hope Is Gone
- 2014 .5 The Gray Chapter
- 2019 We Are Not Your Kind